# Dłużec (gmina)
Dłużec (do 1931 i od 1973 Wolbrom) – dawna gmina wiejska istniejąca w latach 1931–1954 w woj. kieleckim i woj. krakowskim. Nazwa gminy pochodzi od wsi Dłużec, lecz siedzibą władz gminy był Wolbrom, który stanowił odrębną gminę miejską. 
Gmina Dłużec powstała 24 listopada 1931 roku w powiecie olkuskim w woj. kieleckim, po przemianowaniu gminy Wolbrom na Dłużec, co było następstwem odzyskania rok wcześniej przez Wolbrom statusu miasta i odłączenia go od gminy Wolbrom. Siedziba gminy pozostała jednak nadal w Wolbromiu, mimo zmiany nazwy jednostki.
Po wojnie gmina przez bardzo krótki czas zachowała przynależność administracyjną, lecz już 18 sierpnia 1945 roku została wraz z całym powiatem olkuskim przyłączona do woj. krakowskiego. 1 stycznia 1950 roku część obszaru gminy Dłużec (gromada Cieślin) weszła w skład nowej gminy Klucze.
Według stanu z dnia 1 lipca 1952 roku gmina składała się z 13 gromad: Boża Wola, Bydlin, Dłużec, Domaniewice, Kaliś, Kąpiele Wielkie, Krzwopłoty, Lgota Wolbromska, Łobzów, Miechówka, Poręba Dzierżna, Zabagnie i Załęże.
Jednostka została zniesiona 29 września 1954 roku wraz z reformą wprowadzającą gromady w miejsce gmin. Po reaktywowaniu gmin z dniem 1 stycznia 1973 roku gminy Dłużec nie przywrócono, odtworzono natomiast jej terytorialny odpowiednik, gminę Wolbrom w tymże powiecie.